# Polynema gallica
Polynema gallica är en stekelart som beskrevs av Soyka 1956. Polynema gallica ingår i släktet Polynema och familjen dvärgsteklar.
Artens utbredningsområde är Frankrike. Inga underarter finns listade i Catalogue of Life.